# Obinitsa-tó
Az Obinitsa-tó egy tó Észtországban, Võrumaa megyében Obinitsa falu területén.

## Földrajz
A 20,1 hektáron elterülő tó medrének átlagos mélysége 4,1 méter. A tóhoz tartozó vízgyűjtő terület 43 km². Vizét a Tuhkvitsa-patak adja, valamint ugyanez a patak vezeti el.

## Fordítás
Ez a szócikk részben vagy egészben  az   Obinitsa järv című észt Wikipédia-szócikk ezen változatának fordításán alapul.  Az eredeti cikk szerkesztőit annak laptörténete sorolja fel. Ez a jelzés csupán a megfogalmazás eredetét és a szerzői jogokat jelzi, nem szolgál a cikkben szereplő információk forrásmegjelöléseként.